# Cima della Pipa
La Cima della Pipa, Pfeifholderspitze in tedesco, è una cima delle Alpi Orientali, dei Monti di Fundres, di 2.862 metri, situato fra la Val di Fundres e la Valle della Pipa (da cui prende il nome), vicino al Passo Ponte di Ghiaccio, dove si trova il Rifugio Ponte di Ghiaccio, non lontana dalla Cima Cadini.

## Salita
La salita avviene partendo dal Lago di Neves e percorrendo la Valle della Pipa fino al Passo Ponte di Ghiaccio. Da qui si seguono le indicazioni per la cima, sulla strada per la Cima Cadini.